# Eurodoc
|                         |                                  |
| Siège social            | Bruxelles, Belgique              |
| Fondé en                | 2002                             |
| Membres                 | 29 organisations nationales      |
| Langue de communication | Anglais                          |
| Président               | Gareth O'NEILL, Pays-Bas         |
| Vice-Présidente         | Eva Hnatkova, République tchèque |
| Trésorier               | Farouk Allouche, France          |
| Secrétaire              | Mathias Schroijen, Belgique      |

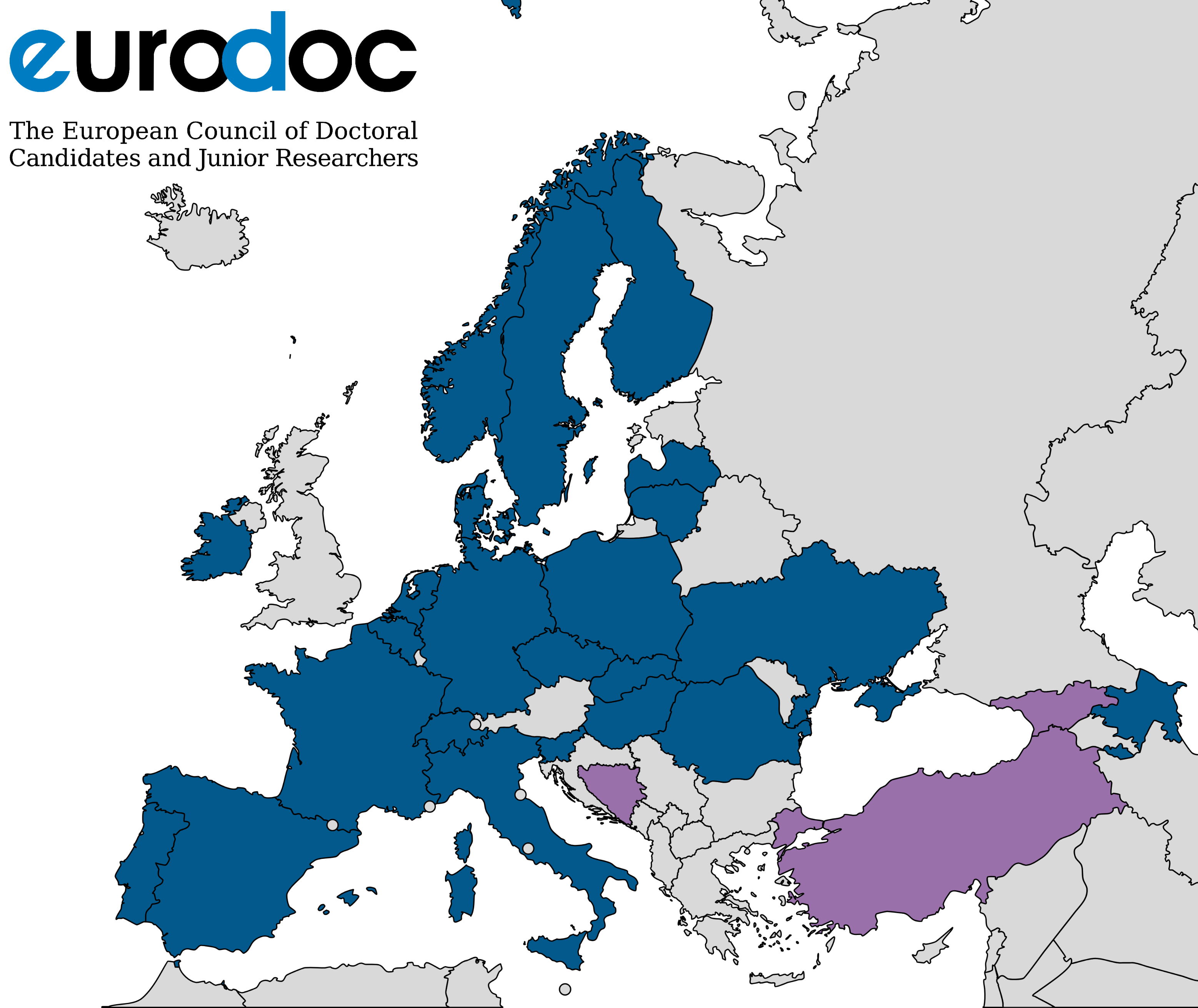

Eurodoc, le Conseil Européen des Doctorants/Chercheurs en début de carrière et Jeunes Docteurs, se présente sous la forme d'une fédération européenne d'organisations nationales représentantes de jeunes chercheurs. Les principaux objectifs d'Eurodoc sont de représenter les jeunes chercheurs au niveau européen. Créée en 2002, Eurodoc a été formellement établie en Belgique (Bruxelles) en 2005 en tant qu'association internationale sans but lucratif. Elle regroupe aujourd'hui les organisations membres de 34 pays d'Europe. (website). En France, la Confédération des jeunes chercheurs, association nationale, en est l'un des membres fondateurs, les membres actuels incluent aussi Objectif Recherche en Belgique, ActionUni en Suisse et LuxDoc au Luxembourg.  
Eurodoc poursuit les objectifs suivants:
- Représentation des doctorants et jeunes docteurs au niveau européen, en matière de formation, de recherche et de perspectives de carrière.
- Promotion de la qualité des formations doctorales et des normes régissant les activités de recherche en Europe.
- Développement de la circulation des informations sur les sujets concernant les jeunes chercheurs; organisation d'évènements, participation aux débats et aide à la l'élaboration des politiques concernant l'enseignement supérieur et la recherche en Europe.
- Mise en place et encouragement de la coopération entre les associations nationales représentant les doctorants et jeunes docteurs en Europe. Eurodoc n’interfèrera pas avec les compétences des associations membres pour tout ce qui concerne les affaires et questions nationales.